# 滋賀県道147号赤野井守山線
滋賀県道147号赤野井守山線（しがけんどう147ごう あかのいもりやません）は、滋賀県守山市を通る一般県道である。

## 概要
守山市赤野井町から守山市吉身4丁目に至る。
東西に伸びており、バイパスである西側は通称すこやか通りの約半分を占める。一方、市街地である東側はバス路線に定められており、歩道が整備されている。認定された当初はバイパスにあたるすこやか通りを通っておらず（未開通）、その少し北の狭く、曲がりくねった道であった。しかし、民家と民家の間をぬっていたいわば旧道のような道であり、また歩道が短距離のみの整備、学校の通学路指定、滋賀県道559号近江八幡大津線への抜け道として速度の速い車が多く通るようになるなど安全上悪かったのもあり、現在のすこやか通りに変更された。

### 路線データ
- 起点：守山市赤野井町（滋賀県道559号近江八幡大津線交点）
- 終点：守山市吉身4丁目（吉身海添交差点、滋賀県道11号守山栗東線交点）
- 総延長：4.6 km

## 歴史
- 1958年（昭和33年）7月26日 - 滋賀県告示第291号により赤野井野洲線として路線認定[1]。
- 1966年（昭和41年）3月22日 - 赤野井守山線に変更。

## 路線状況

### 通称
- すこやか通り

### バイパス
- 滋賀県道559号近江八幡大津線接続点 - 石田町西交差点

## 地理

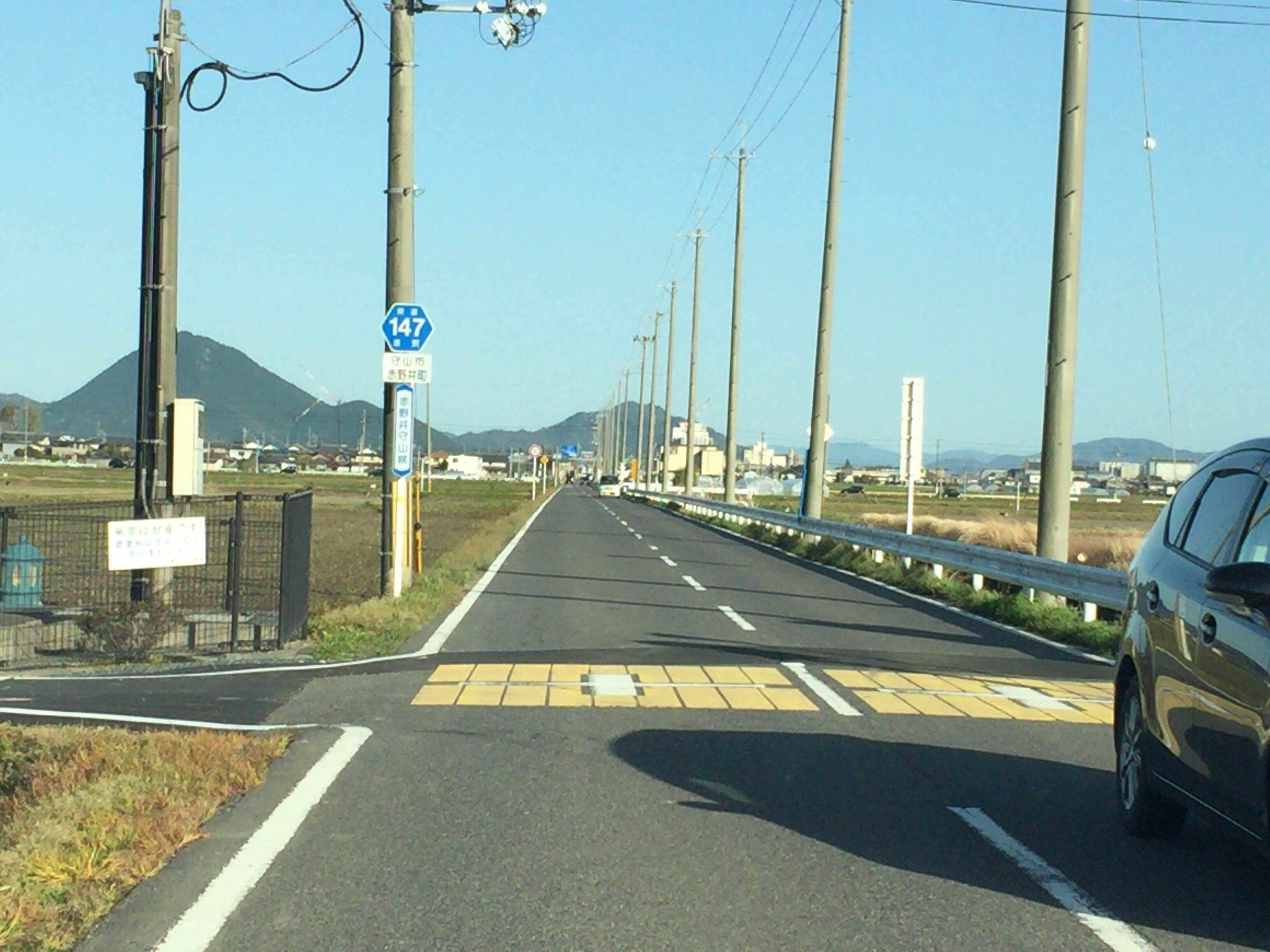
守山市赤野井町付近（すこやか通り区間）

### 通過する自治体
- 守山市

### 交差する道路
| 交差する道路                                                           | 交差する場所 | 交差する場所          |
| ---------------------------------------------------------------------- | ------------ | --------------------- |
| 滋賀県道559号近江八幡大津線 / 湖岸道路・さざなみ街道                   | 赤野井町     | 起点                  |
| メロン街道                                                             | 赤野井町     | 赤野井町西交差点      |
| 滋賀県道26号大津守山近江八幡線 / 浜街道                                | 赤野井町     | 赤野井町南交差点      |
| 滋賀県道42号草津守山線 / 湖南街道                                      | 下之郷3丁目  | 守山中学校東交差点    |
| くすの木通り                                                           | 下之郷2丁目  | 下之郷町交差点        |
| ふれあい通り                                                           | 下之郷1丁目  | 下之郷町南交差点      |
| 滋賀県道2号大津能登川長浜線 / 新中山道                                 | 守山6丁目    | 元町北交差点          |
| 市役所通り                                                             | 守山6丁目    |                       |
| 滋賀県道11号守山栗東線 / レインボーロード 滋賀県道151号守山中主線 重複 | 吉身4丁目    | 吉身海添交差点 / 終点 |

### 沿線
- 守山市立玉津小学校、玉津幼稚園
- 赤野井郵便局
- 守山市立守山中学校
- 第一ナイロン 滋賀工場
- 滋賀中央信用金庫 守山支店
- 野洲自動車教習所